# Mladen Vukšić

Bischofswappen von Mladen Vukšić.

Mladen Vukšić OFM (* 28. Dezember 1965 in Ljubuški, SFR Jugoslawien) ist ein bosnischer römisch-katholischer Ordensgeistlicher und Bischof von Kotor.

## Leben
Mladen Vukšić trat in Humac der Ordensgemeinschaft der Franziskaner bei und absolvierte nach dem Noviziat seinen Militärdienst in Skopje und Kumanovo. Von 1986 bis 1989 studierte er Theologie in Makarska und von 1989 bis 1992 in Bologna. Am 16. September 1990 legte er in Kočerin die ewige Profess ab. Am 26. Juli 1992 empfing er in Čitluk durch den Bischof von Mostar-Duvno, Pavao Žanić, der ihn im Vorjahr in Mostar zum Diakon geweiht hatte, das Sakrament der Priesterweihe.
Nach zwei Jahren als Kaplan in Humac studierte er bis 1997 an der Päpstlichen Universität der Salesianer und erwarb das Lizenziat in Jugendpastoral und Katechetik. Von 1997 bis 2000 war er Klerikermagister der Franziskaner in Zagreb und anschließend bis 2003 Pfarrer und Guardian des Franziskanerkonvents in Slano. Von 2003 bis 2010 war er Pfarrer in Gradac, von 2010 bis 2013 in Kočerin und seither Pfarrer der Pfarrei Unbefleckte Empfängnis in Posušje. Außerdem gehörte er dem Definitorium seiner Ordensprovinz an.
Papst Franziskus ernannte ihn am 12. September 2024 zum Bischof von Kotor in Montenegro. Die Bischofsweihe spendete ihm der Erzbischof von Zagreb, Dražen Kutleša, am 23. November desselben Jahres in der Sankt-Tryphon-Kathedrale in Kotor. Mitkonsekratoren waren der Erzbischof von Split-Makarska, Zdenko Križić OCD, und der Erzbischof von Bar, Rrok Gjonlleshaj, der das Bistum Kotor während der anderthalbjährigen Sedisvakanz als Apostolischer Administrator verwaltet hatte.